# Verwendung (Dienstrecht)
Die Verwendung bezeichnet im deutschen Dienstrecht das Tätigkeitsfeld einer natürlichen Person, die in einem öffentlich-rechtlichen Dienst- und Treueverhältnis steht.

## Beamte
Im Beamtenrecht ist eine Verwendung die Besetzung eines Amtes durch einen Beamten. Diese Stellenbesetzung muss den Anforderungen der Stellenbeschreibung und -bewertung entsprechen. Verwendungen werden durch Versetzung auf eine freie und besetzbare Stelle des Stellenplans vollzogen. Ebenfalls kann mit der Verwendung eine besetzbare freie Stelle besetzt werden, für die der ursprüngliche Amtsträger nicht qualifiziert war (Laufbahn&wechsel). Dies nennt man Verwendungsaufstieg. 
Ein Beamter hat grundsätzlich keinen Rechtsanspruch auf eine bestimmte dienstliche Verwendung bzw. Übertragung bestimmter Dienstaufgaben. Vielmehr muss er Änderungen seines dienstlichen Aufgabenbereichs durch Umsetzungen oder andere organisatorische Maßnahmen nach Maßgabe seines Amtes im statusrechtlichen Sinne regelmäßig hinnehmen. Über die dienstliche Verwendung des Beamten entscheidet der Dienstherr entsprechend den organisatorischen Erfordernissen des Personaleinsatzes nach seinem pflichtgemäßen Ermessen. 
Für eine Ausnahmen für besonders leistungsstarke Beamte nach § 27 Bundeslaufbahnverordnung (BLV) ist die Bewährung in zwei Verwendungen Voraussetzung. Ein Verwendungswechel im Sinne des § 27 Abs. 1 sind sowohl abteilungsübergreifende Wechsel als auch wesentliche Veränderungen des Aufgabenzuschnitts.

## Soldaten
Verwendung ist für Soldaten der Bundeswehr die konkrete Ausfüllung einer Dienststellung auf einem Dienstposten. In den Beurteilungen sind die Leistungen der Soldatinnen und Soldaten nachvollziehbar darzustellen sowie Eignung und Befähigung für künftige Verwendungen einzuschätzen (§ 2 Abs. 2 Soldatenlaufbahnverordnung (SLV)). Soll eine Person mit höherem Dienstgrad eingestellt werden, richtet sich dieser Dienstgrad unter anderem nach der vorgesehenen Verwendung in der Bundeswehr. (§ 4 Abs. 3 Satz 1 SLV)
Für Angehörige der Laufbahn der Offiziere des Truppendienstes wird Verwendungsbreite statt einer Spezialisierung angestrebt. Angehörige der Laufbahngruppen der Mannschaften und Unteroffiziere der Marine werden Verwendungsreihen zugeordnet. Soldaten, die an Auslandseinsätzen der Bundeswehr teilnehmen, befinden sich in einer „besonderen Auslandsverwendung“. 
Die dienstliche Beurteilung der Bundeswehr erhält Aussagen zu Verwendungsmöglichkeiten und Verwendungsvorschläge für die Folgeverwendung und Verwendungen auf weitere Sicht. Zu der Beurteilung der Verwendungsmöglichkeiten gehören Führungs-, Stabs- und Lehrverwendungen, Verwendungen mit besonderer Außenwirkung und mit besonderer Spezialisierung sowie ggf. Fachverwendungen. 
Ein Soldat hat grundsätzlich keinen Anspruch auf eine bestimmte Verwendung. Der Dienstherr entscheidet über die Verwendung nach Maßgabe des dienstlichen Bedürfnisses nach pflichtgemessem Ermessen.